# Британско общество за изследване на психиката
Британското общество за изследване на психиката (на английски: British Society for Psychical Research) е основано през 1882 г. от група учени с цел проучване на различни свръхестествени явления.
Най-известни сред основоположниците са Хенри Сиджуик, Фредерик Майерс и Едмънд Гърни. Сред тези свръхестествени явления са четене на мисли, ясновидство, месмеризъм (хипноза). Биват проучвани основно медиуми. През 1886 г. излиза първият сериозен труд, издаден от Обществото – „Фантастичните видения на живите“ („Phantasms of the Living“), който съдържа около 700 случая. Критиците отбелязват, че с времето теорията за наличието на свръхестествени явления не бива доказана. Днес Обществото издава свое собствено списание.